# Формирование территории Русского государства
Формирование территории Русского государства — происходивший в XIV—XVIII веках процесс политического и военного присоединения Москвой земель Восточно-Европейской равнины, Северного Причерноморья, Поволжья, Предуралья, Якутии, Западной и Южной Сибири.
В настоящей статье в хронологическом порядке представлены все территории, принадлежавшие Русскому государству, с указанием статуса каждой такой территории, этапов её обретения и дальнейшей судьбы. 
Зелёным цветом выделены великие княжества, Новгородская республика, Казанское и Сибирское ханства (царства) как основные этапы расширения Московского княжества и, позже, Русского государства.

## Предыстория
Совокупность благоприятных природных условий, развитие ремёсел, военного дела, установление устойчивых торговых путей на территории Восточно-Европейской равнины с античных и раннесредневековых времён способствовали возникновению и развитию здесь государственности. На землях европейской части будущей России в разное время существовали Скифия, Боспорское царство, Сарматия, Алания, Тюркский каганат, Великая Болгария, Хазарский каганат, Волжская Булгария и ряд других государственных образований.

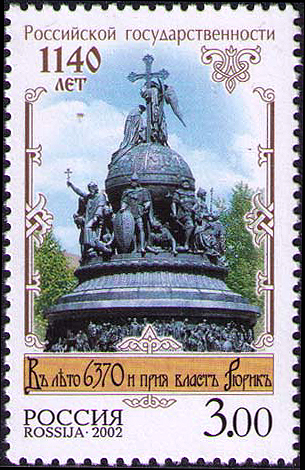
Почтовая марка России, 1140 лет российской государственности, 2002 год, Памятник Тысячелетию России

### Киевская Русь
К середине IX века на севере европейской России сложился союз восточнославянских, финно-угорских и балтских племён, образовавший под властью династии Рюриковичей, после присоединения в 882 году нижнего Поднепровья, Древнерусское государство (Киевскую Русь). Лествичное право престолонаследия, поначалу способствовавшее объединению государства, со временем, однако, стало всё больше тормозить развитие страны как единого целого. На Любечском съезде (1097) был провозглашён принцип «каждый да держит отчину свою» — удельный порядок владения, характеризующийся прекращением перемещения князей из города в город (то есть образованием личного удела) и возможностью передачи владения по наследству, что открыло путь к созданию региональных княжеских династий и раздроблению Киевской Руси на самостоятельные русские княжества.

### Раздробленность
К XIII веку на Руси насчитывалось приблизительно полтора десятка княжеств: Киевское, Черниговское, Галицко-Волынское, Владимиро-Суздальское, Рязанское, Полоцкое, Турово-Пинское, Смоленское княжество, Новгородская республика и др. Во время и после монголо-татарского нашествия эти княжества дробились: в XIV веке количество великих и удельных княжеств достигало примерно 250.
В их числе образовались и/или возвысились новые центры — великие княжества Московское, Тверское, Суздальско-Нижегородское, Брянское и другие. Именно Московское княжество стало центром формирующегося Русского государства
Бо́льшая часть южно- и западнорусских земель вошла в состав Великого княжества Литовского, Русского и Жемойтского. Это великое княжество, несмотря на иноэтничную правящую династию, так же, как и Москва, претендовало на общерусское лидерство и до своего поглощения Польшей выступало в качестве одного из центров восточнославянской государственности.
Однако номинальный титул «всея Руси» вместо киевских со 2-й половины  XIII столетия стали носить владимирские великие князья. Их ограниченный контроль распространялся, впрочем, лишь на Северо-Восточную Русь (прежнее Владимиро-Суздальское княжество, раздробившееся на самостоятельные уделы) и земли Великого Новгорода. Система перехода великокняжеского титула была превращена монголо-татарами в инструмент организации наместничества, предполагавший определение великого князя Владимирского в Орде по ханскому ярлыку.

## Княжество Московское(с 1263 года)
Московское княжество было выделено в 1263 году в качестве удела младшему сыну Александра Невского — Даниилу Александровичу. Первоначальная территория княжества состояла из одного города Москвы и прилегающих сельских земель в среднем течении реки Москвы. За время правления Даниил смог примерно вдвое расширить площадь своих владений за счёт соседних смоленских и рязанских волостей, поставив под свой контроль всё течение Москвы-реки.
Юрий Данилович и его младший брат Иван I Калита вступили в успешную борьбу за великое княжение Владимирское с тверскими и суздальскими князьями. Обладая одновременно двумя княжествами, Московским и Владимирским, московские князья неуклонно увеличивали их территорию за счёт соседних княжеств или их отдельных волостей.
Земли вне Северо-Восточной Руси обычно присоединялись непосредственно к Московскому княжеству и передавались по наследству, земли внутри Северо-Восточной Руси присоединялись к Владимирскому княжеству, причём в устройство последнего активно вмешивалась Орда, препятствовавшая слишком сильной концентрации территорий в одних руках.
| Территория | Год обретения     | Правитель                                 | Направление от Москвы | Статус, источник территории, этапы её обретения | Современный статус территории |
| --- | ----------------- | ----------------------------------------- | --------------------- | --- | ----------------------------- |
| Москва и прилегающие земли в среднем течении реки Москва, включая Звенигород, Рузу, Перемышль, Серпухов (?), которые позднее стали городами. | 1263              | Даниил Александрович                      | —                     | Выделение из Владимира в удел (формально в 1263, фактически в 1271 году). | Москва, Московская область    |
| Лопастна и «Лопастеньские места», в том числе Серпухов (?)                                                                                   | 1300              | Даниил Александрович                      | юг                    | Волости, от Рязани, расположенные на одноимённой реке. Вероятно, были присоединены вместе с Коломной. В 1353 году Лопастна отошла к Рязани и оставалась в её составе. Окончательно присоединена вместе со всем Рязанским княжеством в 1521 году. | Тульская, Московская области  |
| Коломенское княжество | 1301              | Даниил Александрович                      | юг                    | Удел, от Рязани, захват, плата за союзническую помощь. | Московская область            |
| Переяславль-Залесское княжество | 1302              | Даниил Александрович                      | север                 | Удел, от Владимира, завещание и захват. В 1305 году возвращён в состав Владимира. Окончательно присоединён вместе со всем Владимирским княжеством в 1363 году.                                                                                   | Ярославская область           |
| Можайское княжество | 1303 или 1291     | Юрий Данилович (или Даниил Александрович) | запад                 | Удел, от Смоленска, захват, плата за союзническую помощь. | Московская область            |
| Половина Ростовского княжества (Стретенская половина)                                                                                        | 1328              | Иван I Калита                             | север                 | Удел, от Владимира, ярлык. | Ярославская область           |
| Галич-Мерское княжество | 1330-е            | Иван I Калита                             | север                 | Удел, от Владимира, покупка. В 1360—1363 годах воссоздан по решению Орды, окончательно присоединён в 1363 году. | Костромская область           |
| Угличское княжество | 1330-е            | Иван I Калита                             | север                 | Удел, от Ростова, покупка. | Ярославская область           |
| Белозерское княжество | 1330-е            | Иван I Калита                             | север                 | Удел, от Владимира, покупка. Вассалитет местных князей до 1389 года. | Вологодская область           |
| Юрьевское княжество | 1347              | Симеон Гордый                             | север                 | Удел, от Владимира, ярлык. | Владимирская область          |
| Заберег | 1340-е            | Симеон Гордый                             | запад                 | Волость от Новосильского княжества на берегу реки Береги, покупка. | Московская область            |
| Заячков, Гордошевичи, Гремечи (?), Сушев (?)                                                                                                 | ок. 1348          | Симеон Гордый                             | запад                 | Волости от Рязанского княжества в среднем течении реки Протва, дар от тёти — рязанской княгини Анны. | Калужская область             |
| «Места рязанские» (левый берег Оки) — Новый городок, Лужа, Верея, Боровск и др.                                                              | между 1353 и 1359 | Иван II Красный                           | запад                 | Волости, от Рязани, обмен на территорию меньшей площади на правом берегу Оки: (Лопастна, уезд Мстиславль, Жадень городок, Жадемль, Дубок, Броднич). Верейское княжество в 1432—1485 самостоятельный удел.                                        | Московская, Калужская области |
| Дмитровское княжество | 1360              | Дмитрий Донской                           | север                 | Удел, от Владимира, ярлык, вассалитет с 1334 года. | Московская область            |
| Стародубское княжество | 1363              | Дмитрий Донской                           | восток                | Удел, от Владимира, обстоятельства подчинения неизвестены, служилые князья до середины XV века. | Владимирская область          |

## Великое княжество Московское(с 1363 года)

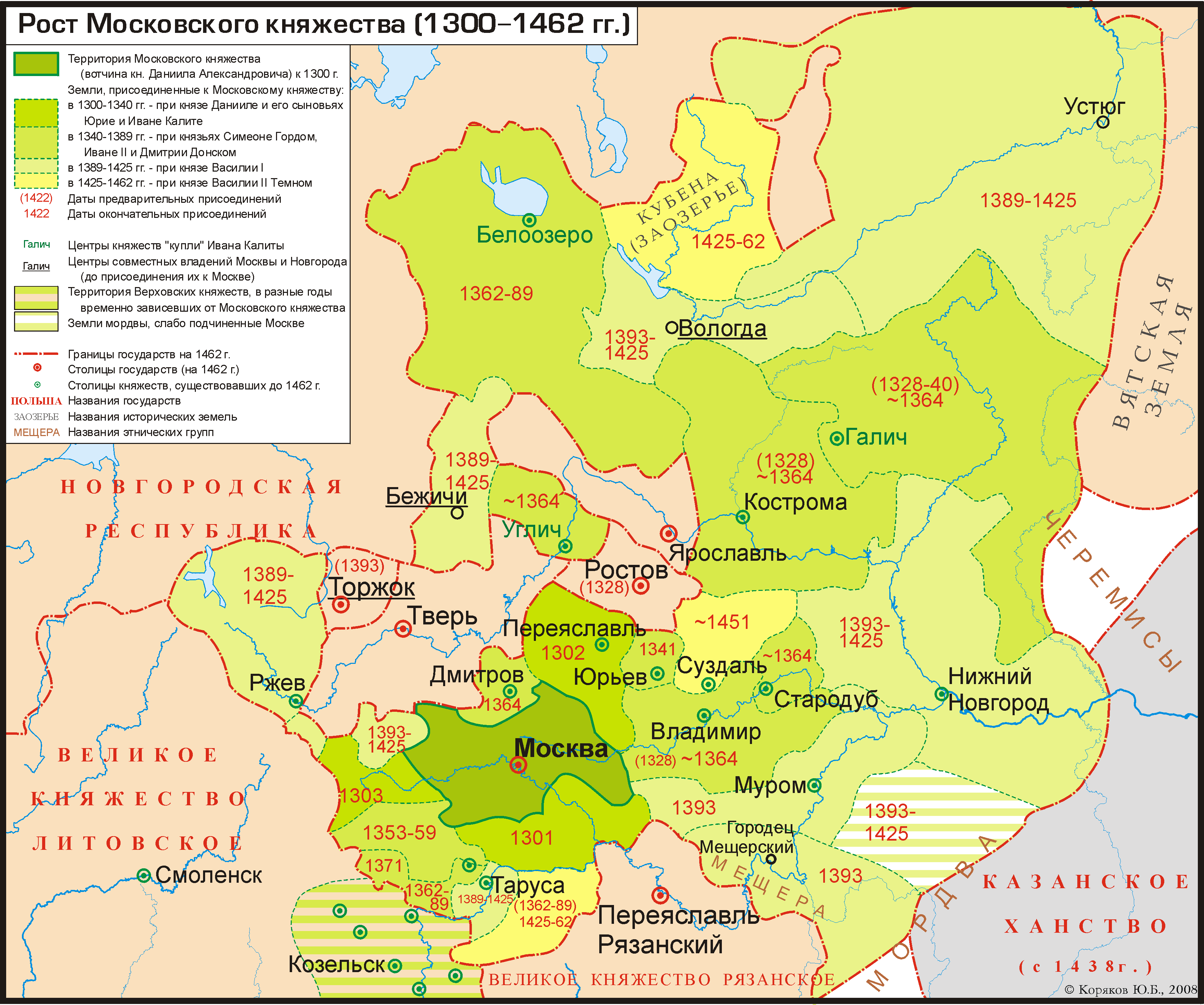
Рост Московского княжества в 1300—1462 годах

В январе 1363 года внук Ивана Калиты — Дмитрий Иванович (будущий Дмитрий Донской) вернул себе контроль над Владимирским великим княжеством (утерянный в 1360 году после внезапной смерти отца — Ивана II Красного) и перестал признавать ярлыки, выдаваемые другим князьям. Его соперник — Суздальско-Нижегородский князь Дмитрий Константинович в том же году занял город, но спустя неделю был изгнан военной силой. С этого момента владимирский стол занимали только московские князья, и территории двух княжеств фактически слились. В 1383 году переход Владимира к Москве был признан в Орде. В 1389 году московский князь Василий I получил владимирское великое княжение по завещанию отца как «свою отчину».
Семейное преемничество княжеской власти к середине XV века вступило в борьбу с родовым, хотя эти конкурировавшие концепции долгое время сосуществовали параллельно. Внутри Московского княжества, а затем Русского государства существовала система уделов — владений, которые великий князь выделял младшим членам своей семьи, — но к раздробленности это не привело.
В правление Ивана III продолжилось объединение северо-восточных русских земель вокруг Москвы (в частности, был присоединён Великий Новгород) и начались русско-литовские войны. Великое княжество Московское трансформировалось в Русское государство. В 1480 году оно освободилось от ордынской зависимости. Иван III, как и его предшественники, пользовался титулами государя всея Руси и «великого князя всея Руси», осознанно претендуя на всё древнерусское наследство. Завершилось объединение северо-восточных русских земель при Василии III.
| Территория | Год обретения     | Правитель         | Направление от Москвы                                         | Статус, источник территории, этапы её обретения | Современный статус территории |
| --- | ----------------- | ----------------- | ------------------------------------------------------------- | --- | --- |
| Владимирское княжество — Владимир, Боголюбово, Ярополч, Кострома, великокняжеские части Торжка, Вологды и Волока Ламского и др..         | 1363/1389         | Дмитрий Донской   | восток                                                        | Великое княжество, номинальная столица Руси, ханские ярлыки с 1318 года (1318—1322, 1331—1359, 1362—1363), переезд митрополита из Владимира в Москву в 1325 году. С 1363 года навсегда за московскими князьями, в 1383 году признание Ордой, с 1389 года впервые передано по завещанию. | Владимирская, Ивановская, Костромская области |
| Ржевское княжество, Фоминско-Березуйское княжество                                                                                       | 1368              | Дмитрий Донской   | запад                                                         | Уделы Смоленска, отвоёваны у Литвы (захвачены ей в 1359 году). Ржева непосредственно под власть Москвы. Фомин и Березуй — служилые князья. С 1372 по нач. 1380-х Ржева вновь в Литве. В 1390-е передана Твери. Через неск. лет вернулась Москве. Ещё раз передана Твери в 1445 году, в 1448 году захвачена у Твери Литвой, в 1449 возвращена Твери и в том же году по мирному договору с Литвой передана Москве. | Тверская область |
| Тула | между 1360 и 1381 | Дмитрий Донской   | юг                                                            | Волость, от Орды, обстоятельства присоединения неизвестны. В 1380-е уступлена Рязани. В 1427 — ок. 1434 в Литве. Затем опять у Рязани. Окончательно присоединена к Москве до 1483 года (вероятно, в конце правления Василия II). | Тульская область |
| «Места татарские и мордовские» | 1370-е            | Дмитрий Донской   | восток                                                        | От Орды, захвачены совместно с Рязанью. Позднее, по-видимому, были возвращены Орде, окончательно присоединены в 1433—1434 годах. | Пензенская область, Республика Мордовия |
| Мещёра (Кадом, Темников и др.) | ранее 1381        | Дмитрий Донской   | восток                                                        | От Орды, покупка у местных князей, ярлык в 1392 году. В 1450-е гг. на части территории образовано подконтрольное Москве Касимовское ханство (ликвидировано в 1681 году). | Рязанская, Нижегородская области, Республика Мордовия |
| Медынь | 1386              | Дмитрий Донской   | запад                                                         | Волость, от Смоленска, «вытянута» по судебной тяжбе. | Калужская область |
| Устюжна | 1380-е            | Дмитрий Донской   | север                                                         | Волость, от Ростова, обстоятельства присоединения неизвестны. | Вологодская область |
| Устюжское княжество (Устюг и др.) | 1389—1425         | Василий I         | северо-восток                                                 | Удел, от Ростова. | Вологодская область |
| Калужское княжество, Бежецкий Верх | 1389              | Василий I         | запад                                                         | Удел и волости, от Литвы и Новгорода (совладение). | Калужская, Тверская области |
| Алексин | между 1390 и 1392 | Василий I         | юг                                                            | Владение митрополита (до этого, вероятно, волость Тарусского княжества), покупка. | Тульская область |
| Суздальско-Нижегородское княжество — Нижний Новгород, Юрьевец, Городец, Гороховец и др.                                                  | 1392              | Василий I         | восток                                                        | Великое княжество, покупка ханского ярлыка. В 1311—1320, кон. 1330-х — 1341 Нижний Новгород был под управлением князей из московского дома, в 1320 — кон. 1330-х в составе Владимирского княжества, в 1341 передан Суздалю и стал столицей объединённого княжества. После присоединения Нижний Новгород отошёл непосредственно Москве, местные князья в качестве служилых продолжали владеть Городцом и Суздалем. С помощью Орды они на короткое время восстанавливали свою власть над Нижним Новгородом и воевали с московским князем (в 1408—1414, 1424—1428, 1445—1446 годах). | Нижегородская, Ивановская, Владимирская области |
| Муромское княжество | 1392              | Василий I         | восток                                                        | Княжество, покупка ханского ярлыка. | Владимирская, Нижегородская области |
| Тарусское княжество | 1392              | Василий I         | юг                                                            | Удельное верховское княжество, покупка ханского ярлыка. Служилые князья. Окончательно к 1473 году. | Калужская область |
| Вологодское княжество, южная часть Коми                                                                                                  | 1397              | Василий I         | северо-восток                                                 | от Новгорода (совладение), военной силой. Окончательно в 1462 году. | Вологодская область, Республика Коми |
| Козельское княжество | 1404              | Василий I         | юго-запад                                                     | Удельное верховское княжество. Вероятно, захват у Литвы. В 1406 году отвоёвано Литвой. В 1430-е вернулось к Москве (неизвестно, по договору или силой). В 1447 снова захвачено Литвой. Окончательно отошло Москве в 1490-е годы. | Калужская область |
| Порховское княжество | 1442              | Василий II Тёмный | северо-запад                                                  | Удел, от Литвы. | Псковская область |
| Суздальское княжество | 1440-е            | Василий II Тёмный | восток                                                        | Удел бывшего Суздальско-Нижегородского великого княжества. Вассалитет с 1392 года. В начале 1440-х город Суздаль отошёл в непосредственное владение Москвы. | Владимирская область |
| Заозерско-Кубенское княжество | до 1447           | Василий II Тёмный | северо-восток                                                 | Удел, от Ярославля. | Вологодская область |
| Ростовское княжество (Борисоглебская половина)                                                                                           | 1447              | Василий II Тёмный | северо-восток                                                 | Удел, покупка по частям, окончательно выкуплен к 1474 году. | Ярославская область |
| Шуйское княжество | 1448              | Василий II Тёмный | северо-восток                                                 | Удел бывшего Суздальско-Нижегородского великого княжества, добровольное вхождение. | Ивановская область |
| Пермь Вычегодская (Пермь Малая) | 1451              | Василий II Тёмный | северо-восток                                                 | Первые русские поселения в начале XV века, присоединение в 1451 году. | Пермский край, Республика Коми |
| Романов и земли в нижнем течении реки Шексны                                                                                             | 1450-е            | Василий II Тёмный | север                                                         | Волости, от Ярославля, покупка женой Василия II княгиней Марией Ярославной. | Ярославская область |
| Ярославское княжество | 1463              | Иван III Великий  | северо-восток                                                 | Великое княжество, покупка. | Ярославская область |
| Важская земля | 1471              | Иван III Великий  | северо-восток                                                 | В XIV—XV веках Новгородско-Ростовское совладение, захват. | Вологодская, Архангельская области |
| Великопермское княжество (Пермь Великая)                                                                                                 | 1472              | Иван III Великий  | северо-восток                                                 | Первые русские поселения в начале XV века, автономия с 1451 года, мятеж, захват и присоединение (северная Удмуртия — с 1489 года). | Пермский край, Республика Удмуртия |
| Новгородская земля — Новгород Великий, Старая Русса, Холм, Олонец, Великие Луки, Ладога, Карелия, Кола, Подвинье, Заволочье и др.        | 1478              | Иван III Великий  | север                                                         | Феодальная республика, захват. Сюзеренитет владимирских великих князей с середины XIII века. С 1456 года московско-новгородские войны, постепенная ликвидация автономии. Ижорская земля (Ивангород, Копорье и др.) и юго-западная часть Карелии с 1583 года к Швеции (Орешек с 1617). | Новгородская, Псковская, Ленинградская, Архангельская, Мурманская области, Республика Карелия, Республика Коми, Ненецкий автономный округ                       |
| Клинское княжество (Клин и др.) | 1482              | Иван III Великий  | север                                                         | Удел, от Твери, захват. | Московская область |
| Елецкое княжество | 1483              | Иван III Великий  | юг                                                            | Удельное верховское княжество, от Рязани по договору. | Липецкая область |
| Тверское княжество — Тверь, Клин, Холм, Кашин, Микулин, Зубцов и др.                                                                     | 1485              | Иван III Великий  | север                                                         | Великое княжество, захват. | Тверская, Московская области |
| Вятская земля (Хлынов, Котельнич, Орлов, Каринское княжество)                                                                            | 1489              | Иван III Великий  | северо-восток                                                 | Вассалитет с 1411 по 1485 год, мятеж, захват. | Кировская область, Республика Удмуртия |
| Вяземское княжество | 1494              | Иван III Великий  | запад                                                         | Удел, от Литвы по договору в результате войны. | Смоленская область |
| Верховские княжества (Белёв, Воротынск, Мосальск, Новосиль и др.)                                                                        | 1487—1494         | Иван III Великий  | юго-запад Архивная копия от 4 октября 2013 на Wayback Machine | Уделы, от Литвы по договору в результате войны, последние уделы ликвидированы к 1573 году. | Орловская, Калужская, Тульская, Брянская области |
| Новгород-Северское, Путивльское, Рыльское, Торопецкое, Стародубское княжества, Брянск, Почеп, Дорогобуж, Мценск, Чернигов, Любеч, Гомель | 1500—1505         | Иван III Великий  | юго-запад                                                     | Уделы и волости, от Литвы по договору в результате войны, подтверждение в 1508 году в результате второй войны (но Любеч был возвращён Литве), последние уделы ликвидированы в 1529 году. Гомель в Литве с 1537 года по итогам войны 1534—1537, Чернигов и Новгород-Северский — в Польше с 1618 года. | Смоленская, Тверская, Курская, Белгородская, Орловская, Тульская, Брянская области России, Гомельская область Белоруссии, Сумская, Черниговская области Украины |
| Югорская земля | 1502              | Иван III Великий  | северо-восток                                                 | Вассалитет, автономия в 1478—1483 годах. С 1502 в титулатуре московских князей. Окончательно к Москве к 1582 году. | Республика Коми, Ханты-Мансийский автономный округ, Ненецкий автономный округ                                                                                   |
| Трубчевское княжество | 1503              | Иван III Великий  | юго-запад                                                     | Удел, от Литвы по договору, окончательно в 1538 году. В 1605—1654 в Речи Посполитой. | Брянская область |
| Рузское княжество | 1504              | Иван III Великий  | запад                                                         | Удел, от Волока Ламского по завещанию. | Московская область |
| Псковская земля — Псков, Изборск, Гдов, Остров, Опочка и др.                                                                             | 1510              | Василий III       | северо-запад                                                  | Феодальная республика. Вассалитет с 1348 года, автономия в 1399—1510 годах. | Псковская область |
| Волоцкое княжество (Волок Ламский и др.)                                                                                                 | 1513              | Василий III       | запад                                                         | Удел, совладение Литвы и Новгорода, вассалитет в 1494—1513 годах. | Московская область |
| Смоленское княжество (Смоленск, Рославль, Велиж и др.)                                                                                   | 1514              | Василий III       | запад                                                         | Удел. Вассалитет в 1355—1386 годах, в 1395—1514 годах в Литве, в 1611—1654 годах снова в Литве, с 1654 года окончательно отошло Москве в ходе войны. Велиж с 1582 года в Литве по мирному договору после Ливонской войны. | Смоленская область |
| Рязанское княжество — Старая Рязань, Переяславль, Белгород, Пронск, Перевицк и др.                                                       | 1520              | Василий III       | юг                                                            | Великое княжество, военный союз с 1402 года, вассалитет с 1456 года, постепенный выкуп и завещание частей княжества с 1503 года. | Рязанская, Липецкая, Тамбовская, Воронежская области |
| Себеж, Заволочье | 1535—1537         | Иван IV Грозный   | юго-запад                                                     | Крепости, от Литвы в результате войны. С 1618 до 1772 года (с перерывами) в Речи Посполитой. | Псковская область |

## Русское царство(с 1547 года)

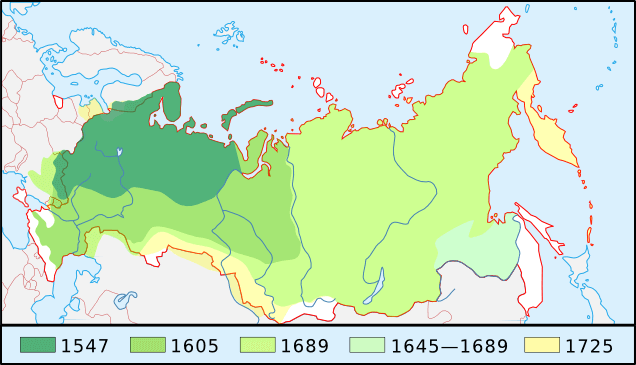
Русское государство в 1547—1725 годах

В 1547 году Иван IV был венчан на царство. В итоге укрепились унитарная концепция государственного управления и единонаследие, позже эволюционировавшие в принцип самодержавия; они стали политической основой продолжавшего расширяться Русского государства.
К началу XVI века оно вышло за пределы собственной этнической территории. Однако, как указывает директор Института российской истории РАН Юрий Петров, считать дальнейший процесс экспансии России колонизацией нельзя, поскольку за присоединением народов, как правило, следовало слияние элит.
Совокупная площадь страны в середине XVI века достигла 2,8 млн км², а к концу царствования Ивана Грозного — 5,4 млн км².
| Территория | Год обретения | Правитель         | Направление от Москвы | Статус, источник территории, этапы её обретения | Современный статус территории |
| --- | ------------- | ----------------- | --------------------- | --- | --- |
| Казанское ханство — Казань, Чебоксары, Сары-Тау, Елабуга, Синбир, Мамадыш, Жукотин, Самара, Тетюш, Алатур и др.                                                                                                | 1552          | Иван IV Грозный   | юго-восток            | Ханство. Перекрёстные набеги с первой половины XVI века, захват. В 1552—1708 годах личная уния (Казанское царство). Чуваши, мордва, башкиры, частично марийцы — протекторат (1487—1521) и челобитья о добровольном вхождении в 1530—1557 годах. См. также черемисские войны. | Республика Татарстан, Республика Башкортостан, Республика Мордовия, Республика Чувашия, Республика Удмуртия, Республика Марий Эл, Самарская, Пензенская, Саратовская, Ульяновская, Кировская,Свердловская области, Пермский край |
| Астраханское ханство — Хаджи-Тархан (Астаркан), Сарай, Маджары и др. | 1556          | Иван IV Грозный   | юго-восток            | Ханство, с 1502 года периодически вассалитет, захват. | Волгоградская, Ростовская, Астраханская области, Республика Калмыкия, Ставропольский край, Тарумовский, Кизлярский и Ногайский районы республики Дагестан, Шелковской и Наурский районы республики Чечня.                        |
| Большая Ногайская Орда | 1555—1557     | Иван IV Грозный   | юго-восток            | Орда, ограниченный вассалитет до 1634 года. См. также Крымско-ногайские набеги на Русь, ногайско-калмыцкая война. В 1655—1661 годах на части этих земель образовано автономное Калмыцкое ханство, ликвидировано в 1771—1803 годах.                                           | Республика Башкортостан, Астраханская, Челябинская, Оренбургская области России, Атырауская и Западно-Казахстанская область Казахстана                                                                                           |
| Башкирия | 1557          | Иван IV Грозный   | юго-восток            | Племенные союзы башкир. Добровольное вхождение по царским жалованным грамотам. См. также: башкирские восстания (1662—1775). | Республика Башкортостан |
| Великие Луки, Невель, Заволочье, Холм и др. псковские земли | 1582          | Иван IV Грозный   | северо-запад          | Волости, от Речи Посполитой, по договору в результате войны. Одновременно в её пользу были уступлены Полоцк и Велиж. | Псковская, Новгородская области |
| Сибирское ханство — Кашлык, Чинги-Тура, Кызыл-Тура и др. | 1582          | Иван IV Грозный   | восток                | Ханство, вассалитет в 1555—1572 годах, постепенный захват до 1598 года. | Ханты-Мансийский автономный округ — Югра, Республика Башкортостан, Тюменская, Омская, Новосибирская области |
| Кодское княжество (Кода) | 1583          | Иван IV Грозный   | восток                | Племенной союз хантов. Вассалитет с 1484 года. Частичная автономия в 1583—1643 годах. | Ханты-Мансийский автономный округ, Ямало-Ненецкий автономный округ |
| Княжества Приобья — Обдорское, Ляпинское, Сосьвинское, Казымское, Белогорское (Самарово), Сургутское (Бардаково), Пелымское. Княжества Прииртышья — Демьянское, Нарымское, Назымское, Цынгальское, Кондинское. | 1586—1595     | Фёдор I Блаженный | восток                | Племенные союзы манси и др. Вассалитет с 1484 года. Постепенный захват, добровольные вхождения. | Ханты-Мансийский автономный округ, Ямало-Ненецкий автономный округ, Свердловская область |
| Кавказская (Прикаспийская) Тюмень | 1594          | Фёдор I Блаженный | юго-восток            | Княжество кумыков в низовьях реки Терек, вассалитет с 1550-х годов, добровольное вхождение. | Республика Дагестан, Чеченская Республика |
| Ижорская земля, Водская земля (Кексгольм, Ивангород, Ям, Копорье). | 1595          | Фёдор I Блаженный | северо-запад          | Волости и уезды, от Швеции в результате войны по договору. Большая часть земель была уступлена Швеции в 1617 году. | Ленинградская область, Республика Карелия |
| Пегая Орда | 1596—1610     | Фёдор I Блаженный | восток                | Племенной союз селькупов и кетов, постепенный захват с 1582 года. | Красноярский край, Томская, Кемеровская области |

1598—1613 годы — Смутное время. Кризис российской государственности, повлёкший борьбу за власть, череду переворотов, восстаний и интервенцию извне — со стороны Речи Посполитой, Швеции и Крымского ханства (см. также Польско-русская уния). Закончился избранием нового царя на Соборе в 1613 году, изгнанием интервентов и территориальными потерями: Смоленщины и Чернигово-Северщины — по Деулинскому перемирию с Речью Посполитой, выхода к Балтике и юго-западной части Карелии — по Столбовскому миру со Швецией.
| Серпейский, Трубчевский уезды, Ахтырский острог, часть Северщины                                                                                  | 1634—1647 | Михаил Фёдорович              | юго-запад    | Уезды, от Речи Посполитой согласно заключенному по итогам войны договору и последующему размежеванию границы. | Калужская, Брянская области, части Сумской области Украины |
| Земли Войска Донского — Черкасск, Пристанский городок и др.                                                                                       | 1646      | Алексей Михайлович            | юг           | Войско, самоуправление, присяга на верность царю в 1671 году. По итогам Булавинского восстания упразднена выборность атамана. В 1786 году сформирована Область Войска Донского.                                             | Ростовская, Волгоградская области |
| Левобережная Украина — Чернигов, Стародуб, Почеп, Переяслав, Сумы, Полтава и др.                                                                  | 1654      | Алексей Михайлович            | юг           | Гетманщина. Добровольное вхождение, присяга царю и автономия по договору. Закреплена Андрусовским перемирием (1667) и Вечным миром (1686) с Речью Посполитой. Окончательно присоединена в 1764—1782 годах.                  | Черниговская, Полтавская, Сумская, Черкасская, Харьковская, Киевская области Украины, части Брянской области России                                                                         |
| Запорожье — Запорожская Сечь, Кодак и др. | 1667      | Алексей Михайлович            | юг           | Автономное войско Гетманщины. Совладение с Речью Посполитой. В 1713—1733 годах в Крымском ханстве. С 1733 года в России, окончательно присоединено в 1775 году.                                                             | Запорожская, Донецкая, Николаевская, Кировоградская, Днепропетровская, Херсонская области Украины                                                                                           |
| Смоленская, Брянская земля, Киев, Триполье | 1667      | Алексей Михайлович            | юго-запад    | Поветы, от Речи Посполитой. Киев и Триполье — аренда по перемирию, покупка в 1686 году согласно Вечному миру. | Смоленская, Брянская области России, Киевская область Украины |
| Южный Урал, Курган, Ишим, Якутия, побережье Охотского моря (до Шантарских островов), Колыма, Анадырь, Телеутская землица, Прибайкалье, Забайкалье | 1619—1689 | Алексей Михайлович, Фёдор III | восток       | Племена и племенные союзы, колонизация и добровольное вхождение. См. также: русско-юкагирские войны. Нерчинский договор о границе с Цинской империей в 1689 году.                                                           | Челябинская, Курганская, Тюменская, Иркутская, Амурская, Магаданская области, Забайкальский край, Республика Бурятия, Камчатский край, Республика Саха (Якутия), Чукотский автономный округ |
| Албазинское воеводство (Приамурье) | 1681—1684 | Фёдор III                     | восток       | Колонизация и добровольное вхождение. В 1689 году частично уступлено по договору с Цинской империей. | Амурская область, Забайкальский край, Хабаровский край, Еврейская АО, провинция КНР Хэйлунцзян                                                                                              |
| Устье Дона (Азов, позже — Таганрог, Павловск, Миус)                                                                                               | 1700      | Пётр I Великий                | юг           | Азакский кадылык Кефинского эялета, от Турции по договору в результате войны. В 1711 году утрачен в пользу Турции по Прутскому миру. Окончательно отвоёван и закреплён по Белградскому миру в 1739 году.                    | Ростовская область |
| Восточная часть Кексгольмского лена, Ингерманландия — Копорье, Ивангород, Ям, Орешек и др.                                                        | 1702—1721 | Пётр I Великий                | северо-запад | Лены, от Швеции в результате войны, закреплено мирным договором. | Ленинградская область, Республика Карелия |
| Ливония, Эстляндия (включая Эзель и Даго) | 1710—1721 | Пётр I Великий                | северо-запад | Губернии, от Швеции по договору (с выплатой Россией компенсации). Местное самоуправление дворянства по Аккордным пунктам, широкая автономия до 1878 года.                                                                   | Эстония, Латвия |
| Мекленбург-Шверин | 1716      | Пётр I Великий                | запад        | Герцогство, протекторат по династическому союзному договору (Карл Леопольд женился на Екатерине Иоанновне, племяннице Петра I), оккупация в ходе Северной войны. В 1717 году российская армия выведена, договор расторгнут. | Германия (земля Мекленбург — Передняя Померания) |

В 1721 году царь Пётр I был провозглашён императором всероссийским. С этого времени Русское государство, до Ништадского мира занимавшее совокупно 13,195 млн. кв. вёрст (1708), стало Российской империей и продолжило свою экспансию.
См. Формирование территории Российской империи.

## Комментарии
1. ↑  

Уже более полутора столетий признаны общепринятыми выражения «Московское государство» и «Московское царство». Они употребляются обычно как тождественные терминам «Российское государство» и «Русское государство».
— Шмидт С. В некотором царстве, в некотором государстве… : как правильнее называть Российскую державу в XVI веке. — Журнал «Родина», 2004. — № 12. — С. 35-40.
2. 1 2  Село Серпохов, позднее ставшее городом, центром Серпуховского удельного княжества, упоминается вместе с «Лопастеньскими местами», перешедшими в 1300 году к Москве от Рязани, но не ясно, относилось ли оно к ним (Серпухов лежит западнее реки Лопасни — на реке Нара). В литературе существует как точка зрения о его исконной московской принадлежности (А. А. Горский), так и точка зрения о присоединении (В. Н. Темушев).
3. ↑  Здесь и далее уделом именуется территория, имевшая город с княжеским столом, в составе более крупного княжества.
4. ↑  Первоначальная территория Московского княжества реконструируется гипотетически, поскольку в сохранившихся источниках прямых сведений о ней почти нет. Она занимала пространство приблизительно в пределах современных Наро-Фоминского, Рузского, Истринского, Солнечногорского, Дмитровского, Сергиево-Посадского районов, города Красноармейска, Щёлковского, Ногинского, Павлово-Посадского, Орехово-Зуевского, Раменского районов, городского округа Домодедово, Чеховского, Серпуховского районов Московской области и Троицкого административного округа Москвы. См. карты Архивная копия от 20 августа 2016 на Wayback Machine в Темушев В. Н. Территория и границы Московского княжества в конце XIII — первой половине XIV в.: дис. … канд. ист. наук. — Минск, 2002.
5. 1 2 3 4 5 6 7 8 9  Зелёным цветом выделены великие княжества, Новгородская республика, Казанское, Астраханское и Сибирское ханства (царства) как основные этапы расширения Московского княжества и Русского государства (по Рыбаков Б. История СССР с древнейших времён до конца XVIII века. — М.: Высшая школа, 1975. — 494 с.)
6. ↑  Перечислены земли, входившие во Владимирское княжество с XIII — начала XIV века, до присоединений, сделанных московскими князьями. Кроме этого к территории собственно Владимирского княжества относились упомянутые в таблице бывшие Переяславское, Юрьевское, Дмитровское, половина Ростовского, Галичское, Угличское, Белозёрское княжества. До слияния московские князья не упоминали эти земли в своих завещаниях и могли их лишиться в случае утраты Владимирского стола. После слияния Владимирского великого княжества с Московским остальные самостоятельные княжества Северо-Восточной Руси (Тверское, Нижегородско-Суздальское, Ярославское (?) и др.) тоже получили статус «великих»
7. ↑  Старший стол и самое крупное по территории княжество Северо-Восточной Руси. Князь, владевший Владимиром, носил номинальный титул князя «Всея Руси».
8. ↑  Определение «великий» по отношению к ярославскому князю появилось в источниках с XIV века, но применялось непоследовательно.
9. 1 2 3 4 5 6 7 8 9  Коричневым цветом выделены территории, находящиеся за пределами России в настоящее время.